# Campeonato Mundial de Halterofilia de 2017
El LXXXIII Campeonato Mundial de Halterofilia se celebró en Anaheim (Estados Unidos) entre el 28 de noviembre y el 5 de diciembre de 2017 bajo la organización de la Federación Internacional de Halterofilia (IWF) y la Federación Estadounidense de Halterofilia.
El campeonato fue otorgado inicialmente a la ciudad de Penang (Malasia), pero la federación de halterofilia de este país declinó posteriormente realizar el evento por problemas de organización.
Los equipos de Armenia, Azerbaiyán, Bielorrusia, China, Kazajistán, Moldavia, Rusia, Turquía y Ucrania no pudieron participar en el campeonato, debido a que la IWF suspendió a sus federaciones nacionales por dar más de tres casos positivos de dopaje en los reanálisis de las muestras de los Juegos Olímpicos de Pekín 2008 y Londres 2012.
Las competiciones se realizaron en el Anaheim Convention Center de la ciudad californiana.

## Calendario
| Fecha→ Categoría ↓ | Ma 28 | Mi 29 | Ju 30 | Vi 01 | Sá 02 | Do 03 | Lu 04 | Ma 05 |
| ------------------ | ----- | ----- | ----- | ----- | ----- | ----- | ----- | ----- |
| 56 kg              |       | ●     |       |       |       |       |       |       |
| 62 kg              |       | ●     |       |       |       |       |       |       |
| 69 kg              |       |       |       | ●     |       |       |       |       |
| 77 kg              |       |       |       |       | ●     |       |       |       |
| 85 kg              |       |       |       |       |       | ●     |       |       |
| 94 kg              |       |       |       |       |       | ●     |       |       |
| 105 kg             |       |       |       |       |       |       | ●     |       |
| +105 kg            |       |       |       |       |       |       |       | ●     |

| Fecha→ Categoría ↓ | Ma 28 | Mi 29 | Ju 30 | Vi 01 | Sá 02 | Do 03 | Lu 04 | Ma 05 |
| ------------------ | ----- | ----- | ----- | ----- | ----- | ----- | ----- | ----- |
| 48 kg              |       | ●     |       |       |       |       |       |       |
| 53 kg              |       |       | ●     |       |       |       |       |       |
| 58 kg              |       |       | ●     |       |       |       |       |       |
| 63 kg              |       |       |       | ●     |       |       |       |       |
| 69 kg              |       |       |       |       | ●     |       |       |       |
| 75 kg              |       |       |       |       |       | ●     |       |       |
| 90 kg              |       |       |       |       |       |       | ●     |       |
| +90 kg             |       |       |       |       |       |       |       | ●     |

## Medallistas

### Masculino
| Evento          | Oro                                                      | Plata                                         | Bronce                                         |
| --------------- | -------------------------------------------------------- | --------------------------------------------- | ---------------------------------------------- |
| 56 kg (29.11)   | Thạch Kim Tuấn Vietnam 126 + 153 = 279                   | Trần Lê Quốc Toàn Vietnam 119 + 151 = 270     | Witoon Mingmoon Tailandia 115 + 152 = 267      |
| 62 kg (29.11)   | Francisco Mosquera Valencia · Colombia · 130 + 170 = 300 | Yoichi Itokazu Japón 134 + 165 = 299          | Shota Mishvelidze Georgia 135 + 163 = 298      |
| 69 kg (01.12)   | Won Jeong-Sik Corea del Sur 148 + 178 = 326              | Tairat Bunsuk Tailandia 147 + 174 = 321       | Bernardin Matam Francia 141 + 177 = 318        |
| 77 kg (02.12)   | Mohamed Mahmud · Egipto · 165 + 196 = 361                | Rejepbaý Rejepow Turkmenistán 158 + 194 = 352 | Harrison Maurus Estados Unidos 155 + 193 = 348 |
| 85 kg (03.12)   | Arley Méndez Pérez · Chile · 175 + 203 = 378             | Krzysztof Zwarycz · Polonia · 162 + 197 = 359 | Antonino Pizzolato · Italia · 162 + 196 = 358  |
| 94 kg (03.12)   | Sohrab Moradi Irán 184 + 233 = 417                       | Seyedayoob Musaviyarahi Irán 171 + 214 = 385  | Fares Ibrahim Elbaj Catar 163 + 220 = 383      |
| 105 kg (04.12)  | Ali Hashemi Irán 183 + 221 = 404                         | Artūrs Plēsnieks Letonia 180 + 222 = 402      | Ivan Yefremov Uzbekistán 182 + 217 = 399       |
| +105 kg (05.12) | Lasha Talajadze Georgia 220 + 257 = 477                  | Saeid Alihoseini Irán 203 + 251 = 454         | Behdad Salimi Irán 211 + 242 = 453             |

1. 1 2 3  Arrancada (kg) + dos tiempos (kg) = total olímpico (kg).
2. ↑  Descalificación por dopaje del medallista de plata, el lituano Aurimas Didžbalis.[4]

### Femenino
| Evento         | Oro                                               | Plata                                             | Bronce                                                            |
| -------------- | ------------------------------------------------- | ------------------------------------------------- | ----------------------------------------------------------------- |
| 48 kg (29.11)  | Chanu Mirabai India 85 + 109 = 194                | Thunya Sukcharoen Tailandia 86 + 107 = 193        | Ana Iris Segura · Colombia · 81 + 101 = 182                       |
| 53 kg (30.11)  | Sopita Tanasan Tailandia 96 + 114 = 210           | Kristina Şermetowa Turkmenistán 91 + 113 = 204    | Hidilyn Diaz Filipinas 86 + 113 = 199                             |
| 58 kg (30.11)  | Kuo Hsing-Chun China Taipéi 105 + 135 = 240       | Sukanya Srisurat Tailandia 105 + 120 = 225        | Rebeka Koha Letonia 101 + 121 = 222                               |
| 63 kg (01.12)  | Loredana Toma · Rumania · 109 + 128 = 237         | Lina Rivas Ordóñez · Colombia · 101 + 124 = 225   | Mercedes Pérez Tigrero · Colombia · 101 + 124 = 225               |
| 69 kg (02.12)  | Leidy Solís Arboleda · Colombia · 104 + 135 = 239 | Martha Ann Rogers Estados Unidos 104 + 131 = 235  | Miyareth Mendoza Carabalí · Colombia · 106 + 127 = 233            |
| 75 kg (03.12)  | Lidia Valentín · España · 118 + 140 = 258         | Neisi Dajomes Barrera · Ecuador · 108 + 132 = 240 | Gaëlle Nayo-Ketchanke Francia 103 + 134 = 237                     |
| 90 kg (04.12)  | Anastasiya Hotfrid Georgia 120 + 145 = 265        | María Fernanda Valdés · Chile · 109 + 146 = 255   | Crismery Santana Peguero · República Dominicana · 113 + 141 = 254 |
| +90 kg (05.12) | Sarah Robles Estados Unidos 126 + 158 = 284       | Laurel Hubbard Nueva Zelanda 124 + 151 = 275      | Shaimaa Haridy · Egipto · 115 + 153 = 268                         |

1. 1 2 3  Arrancada (kg) + dos tiempos (kg) = total olímpico (kg).
2. ↑  Descalificación por dopaje de la medallista de plata, la albana Romela Begaj.[5]

## Medallero
| Núm. | País                 | Oro | Plata | Bronce | Total |
| ---- | -------------------- | --- | ----- | ------ | ----- |
| 1    | Irán                 | 2   | 2     | 1      | 5     |
| 2    | Colombia             | 2   | 1     | 3      | 6     |
| 3    | Georgia              | 2   | 0     | 1      | 3     |
| 4    | Tailandia            | 1   | 3     | 1      | 5     |
| 5    | Estados Unidos       | 1   | 1     | 1      | 3     |
| 6    | Chile                | 1   | 1     | 0      | 2     |
| 6    | Vietnam              | 1   | 1     | 0      | 2     |
| 8    | Egipto               | 1   | 0     | 1      | 2     |
| 9    | China Taipéi         | 1   | 0     | 0      | 1     |
| 9    | Corea del Sur        | 1   | 0     | 0      | 1     |
| 9    | España               | 1   | 0     | 0      | 1     |
| 9    | India                | 1   | 0     | 0      | 1     |
| 9    | Rumania              | 1   | 0     | 0      | 1     |
| 14   | Turkmenistán         | 0   | 2     | 0      | 2     |
| 15   | Letonia              | 0   | 1     | 1      | 2     |
| 16   | Ecuador              | 0   | 1     | 0      | 1     |
| 16   | Japón                | 0   | 1     | 0      | 1     |
| 16   | Nueva Zelanda        | 0   | 1     | 0      | 1     |
| 16   | Polonia              | 0   | 1     | 0      | 1     |
| 20   | Francia              | 0   | 0     | 2      | 2     |
| 21   | Catar                | 0   | 0     | 1      | 1     |
| 21   | Filipinas            | 0   | 0     | 1      | 1     |
| 21   | Italia               | 0   | 0     | 1      | 1     |
| 21   | República Dominicana | 0   | 0     | 1      | 1     |
| 21   | Uzbekistán           | 0   | 0     | 1      | 1     |
|      | TOTAL                | 16  | 16    | 16     | 48    |